# 泌尿外科
泌尿外科（英語：Urology）是專門研究男女泌尿系统與男性生殖系統的一門醫學，是從外科学細分而來的下属专科。男性的泌尿與生殖系統密不可分，而女性的泌尿道則開口於外陰部。無論男女，泌尿道與生殖道息息相關，兩者的疾病常會互相影響。泌尿科學涵蓋的器官包括腎臟、輸尿管、膀胱、尿道，以及男性生殖系統的睾丸、附睾、輸精管、精囊、前列腺、陰囊與陰莖。
泌尿科的專家能治療以上器官的「內科疾病」（意即不需外科手術治療者），如泌尿道感染；同時也能治療其「外科疾病」，如先天畸形的矯治、癌症的手術治療等。接受泌尿外科治療的患者只有20％左右需要手術。
泌尿科醫師也參與尿失禁的評估與治療。尿路動力學是測量泌尿系統流動、儲存與壓力變化的一系列儀器，其中泌尿科醫師常使用尿流率圖、膀胱壓力描繪圖或可攜式尿動力計來作為治療患者的參考。治療方法可包括藥物處方（如蕈毒碱型乙酰胆碱受体阻滞剂或各種α肾上腺素受体阻滞剂），或手術治療（如尿道懸吊術）。
泌尿外科可進一步細分出泌尿腫瘤學、泌尿道結石、排尿障礙、小兒泌尿學、性功能障礙、男性不孕等各種次專科。泌尿外科和許多醫學領域如腎臟科、婦產科、男性科、腫瘤科的關係也都相當密切。